# Tetrossido di xeno
Il tetrossido di xenon è il composto chimico binario dello xenon ottavalente con l'ossigeno, avente formula molecolare XeO4, e che si presenta come un gas incolore molto instabile ed esplosivo.
In questa molecola lo xenon ha stato di ossidazione +8 (il più alto possibile nella tavola periodica). Si può notare come il raggiungimento di una valenza così alta in una molecola come questa dello xenon (gruppo 18), e l'analogo numero di ossidazione, si mostra possibile con l'ossigeno, ma non con il fluoro da solo (XeF8 non è noto). Questo nonostante che il fluoro sia l'elemento più elettronegativo; lo stesso accade nel caso delle molecole analoghe del rutenio (RuO4) e dell'osmio (OsO4), che sono elementi del gruppo 8.
Anche per queste considerazioni, XeO4 è un composto di precipuo interesse accademico-scientifico ma, data la sua instabilità e pericolosità, senza usi pratici.

## Proprietà, struttura molecolare e configurazione elettronica
In condizioni normali XeO4 è un gas incolore decisamente instabile e fortemente ossidante. A temperature inferiori al suo punto di fusione (–35,9 °C) si presenta come come solido cristallino giallo e in tali condizioni risulta relativamente più stabile, ma a temperature superiori tende ad esplodere, decomponendosi in xenon e ossigeno molecolare. È riportato avere un punto di ebollizione a circa 0 °C, con parziale decomposizione.
Il tetrossido di xenon è un ossido termodinamicamente instabile e notevolmente endotermico: ΔHƒ° = +643 kJ/mol.; fin da basse temperature è facilmente esplosivo, un comportamento innescato da una possibile transizione di fase strutturale che ne abbassa la simmetria (effetto Jahn-Teller).
Il tetrossido di xeno è isoelettronico con lo ione metaperiodato IO4− e isoelettronico di valenza con gli altri due tetrossidi di elementi ottavalenti nella tavola periodica: RuO4 e OsO4.
Nella molecola XeO4 lo xenon impegna tutti e 8 i suoi elettroni s e p esterni (5s2 5p6) per formare i quattro legami doppi (σ+π) con gli atomi di ossigeno, lasciandosi al di sotto un guscio completo di elettroni d (4d10) avente simmetria sferica che, in quanto tale, è ininfluente sulla geometria molecolare. Ogni ossigeno raggiunge esternamente l'ottetto e quindi gli elettroni di valenza della molecola sono in totale 32.
I legami sigma formati dallo Xe sono 4, non ci sono su di esso coppie solitarie nel guscio di valenza e quindi l'ibridazione prevista è sp3, il che implica una geometria tetraedrica, come per altro verso indica anche il modello VSEPR. Ogni atomo O forma un doppio legame, quindi un legame sigma, ma ha anche 2 coppie solitarie, in totale 3 coppie elettroniche, per cui l'ibridazione prevista è sp2.
La struttura tetraedrica della molecola con simmetria molecolare Td, dedotta dalla spettroscopia infrarossa, è stata poi confermata da indagini di diffrazione elettronica in fase gassosa, dalla quale risulta una lunghezza del legame Xe–O di 173,6 pm e con una distanza O. . .O di 283,2 pm.

### Altre specie binarie di Xenon(VIII)
Il tetraanione (orto)perxenato XeO64– (implicato nella sintesi di XeO4, vide infra) è un'altra specie di Xe(VIII), che è isoelettronica e pressoché isostrutturale con ortoperiodati e ortotellurati; come questi, è uno ione essenzialmente ottaedrico, con Xe esacoordinato, nel quale la distanza Xe–O è di 187,5 pm: questa è più lunga della distanza Xe−O in XeO4 a causa dell'aumento del numero di coordinazione (4 → 6).
Un'altra specie di questo tipo è il pentossido XeO5 che, per la precisione, è formulato come (η2-O2)XeO3: è presente di un'unità perossidica (-O−O-) legata allo xenon in un anello a tre termini (O2Xe) e lo xenon è ulteriormente legato con doppi legami a tre altri atomi di ossigeno. A differenza di XeO4, XeO5 è una molecola ipervalente, dato che in essa lo xenon ha 10 elettroni di valenza. Si forma per irradiazione ultravioletta (365 nm) di XeO4. Altre specie di Xe(VIII) molto instabili, derivanti dalla reazione di XeO4 con XeF6 e che è possibile rivelare con la spettrometria di massa, sono gli ossofuoruri XeO3F2 e XeO2F4.

## Sintesi
Per la sintesi di XeO4 occorrono i perxenati (ossoanioni di XeVIII), che sono accessibili a partire dagli xenati (ossoanioni di XeVI) tramite due metodi. Il primo è la dismutazione degli xenati a perxenati e xeno:
2 XeO42–   →   XeO64– + Xe + O2
Il secondo è l'ossidazione degli xenati con ozono in soluzione basica:
XeO42– + O3 + 2 OH–   →   XeO64– + O2 + H2O
Da queste soluzioni si può precipitare il perxenato di bario Ba2XeO6 poco solubile, che viene poi trattato con acido solforico concentrato. Si forma l'acido perxenico instabile, che viene disidratato dall'acido solforico presente per giungere a XeO4 . Queste reazioni sono condotte a –5 °C e XeO4 si sviluppa come gas.
Ba2XeO6 + 2 H2SO4   →   2 BaSO4 ↓ + [H4XeO6]
[H4XeO6]   →   2 H2O + XeO4 ↑

## Reattività
Il tetrossido di xeno è un gas con una entalpia di formazione standard fortemente positiva, ma è decisamente instabile anche cineticamente: tende a decomporsi esplosivamente formando xenon gassoso e ossigeno:
XeO4   →   Xe + 2 O2
A temperature inferiori a –39,5 °C è solido e notevolmente più stabile, ma va trattato comunque con grande cautela perché anche a così bassa temperatura si sono verificati casi di esplosione.
Facendo reagire XeO4 con esafluoruro di xenon si possono preparare altri composti dello xenon in stato di ossidazione +8, come XeO3F2 e XeO2F4:
XeO4 + XeF6   →   XeO3F2 + XeOF4
XeO3F2 + XeF6   →   XeO2F4 + XeOF4